# Émile Verhaeren
Émile Verhaeren (Sint-Amands, 21 maggio 1855 – Rouen, 27 novembre 1916) è stato un poeta belga.
Fu uno dei poeti capostipiti della scuola simbolista.
Fu un poeta di lingua francese. Con l'inizio del XX secolo si registra un mutamento di sensibilità che porta alla ricerca, nella poesia, di una maggiore intimità e quotidianità. I poeti del simbolismo minore lasciano da parte i toni elevati che avevano preso piede con D'Annunzio: cantano l'esperienza umile di tutti i giorni. Verhaeren fu il cantore della città che muta il suo aspetto ed uno tra i poeti più prolifici della sua epoca.

## Biografia
Émile Verhaeren nacque a Sint-Amands il 20 maggio 1855, in una famiglia fiamminga francofona della classe media. Tuttavia Verhaeren parlava anche il dialetto locale (l'olandese non veniva insegnato a scuola a quel tempo).
All'età di undici anni fu inviato al Collegio di Sainte Barbe a Gand, un rigoroso collegio gestito dai gesuiti, dove divenne completamente francesizzato. Si iscrisse quindi alla facoltà di legge all'Università Cattolica di Lovanio. Qui produsse i suoi primi sforzi letterari. Durante quegli anni conobbe alcuni studenti che condividevano molte delle sue idee ed interessi. Più tardi divennero suoi collaboratori di scrittura con la rivista rivoluzionario-artistica La Jeune Belgique. 

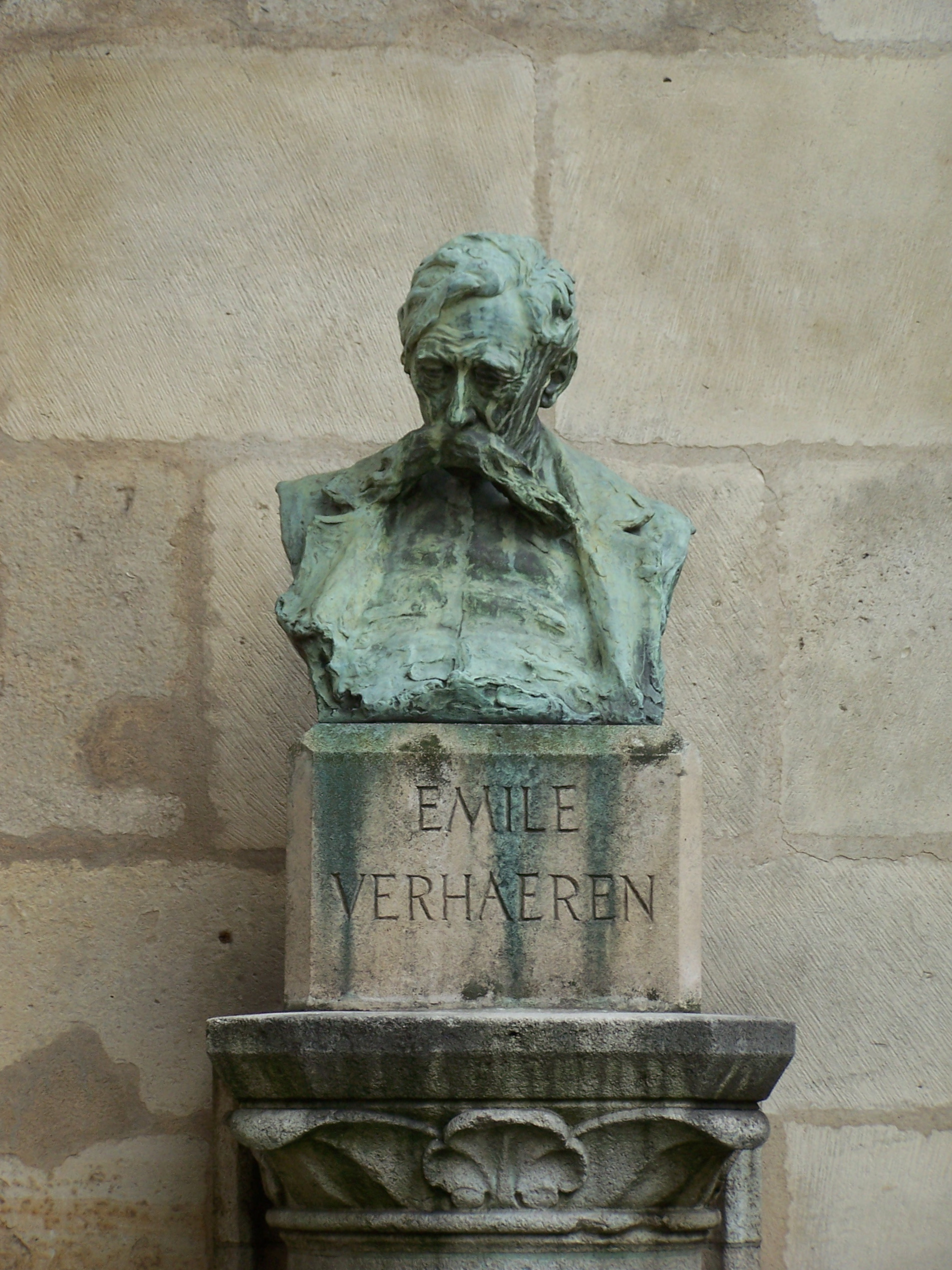
Busto di Verhaeren, piazza André-Lefèbvre, Parigi

Dopo aver ottenuto la laurea in giurisprudenza, divenne un tirocinante con Edmond Picard, un rinomato avvocato penalista, il quale svolse un ruolo fondamentale nel panorama artistico di Bruxelles. Émile Verhaeren è venuto in contatto frequente con i giovani, radicale scrittori e artisti in un momento di rinnovamento artistico. Provò solo due casi in un'aula di tribunale prima di decidere di dedicare la sua vita alla poesia e alla letteratura.
Presto divenne il portavoce per la rinascita artistica al volgere del secolo. Affascinato dalle opere dei pittori del circolo artistico d'avanguardia Les XX, scrisse molti articoli in La Jeune Belgique e L'Art Moderne, con fiammeggiante critica sulle opere artistico-letterarie del mondo dell'arte di Bruxelles. I suoi articoli portarono molti promettenti giovani talenti, come James Ensor, all'attenzione del pubblico.
Attraverso questi articoli divenne amico del pittore neoimpressionista belga Théo van Rysselberghe, come si evince da una vasta quantità di corrispondenze. In una di queste lettere egli viene descritto da Maria van Rysselberghe come "una personalità unica, un vortice con un carattere indomabile, che non si è preoccupato per sé stesso delle regole borghesi e che ha provocato o sopraffatto tutti con la sua semplice immediatezza". 
Fu inoltre amico intimo di Georges Rodenbach.
Il 27 novembre 1916 alla stazione di Rouen Verhaeren morì dopo essere caduto sotto un treno su cui stava cercando di salire mentre questo era in movimento. La moglie, Marthe Verhaeren, venne informata della morte del marito da André Gide e dai migliori amici del compianto poeta, tra cui anche van Rysselberghe.

## Opere principali
- Les Flamandes, 1884
- Les moines, 1886
- Les soirs, 1887
- Les débâcles, 1888
- Les flambeaux noirs, 1891
- Les campagnes hallucinées, 1893
- Les villes tentaculaires, 1895
- Les heures claires, 1896
- Les visages de la vie, 1899
- Poètes d'aujourd'hui, 1900
- Les forces tumultueuses, 1902
- Toute la Flandre, 1904-1911
- La multiple splendeur, 1906
- Les rythmes souverains, 1910
- Les heures du soir, 1911

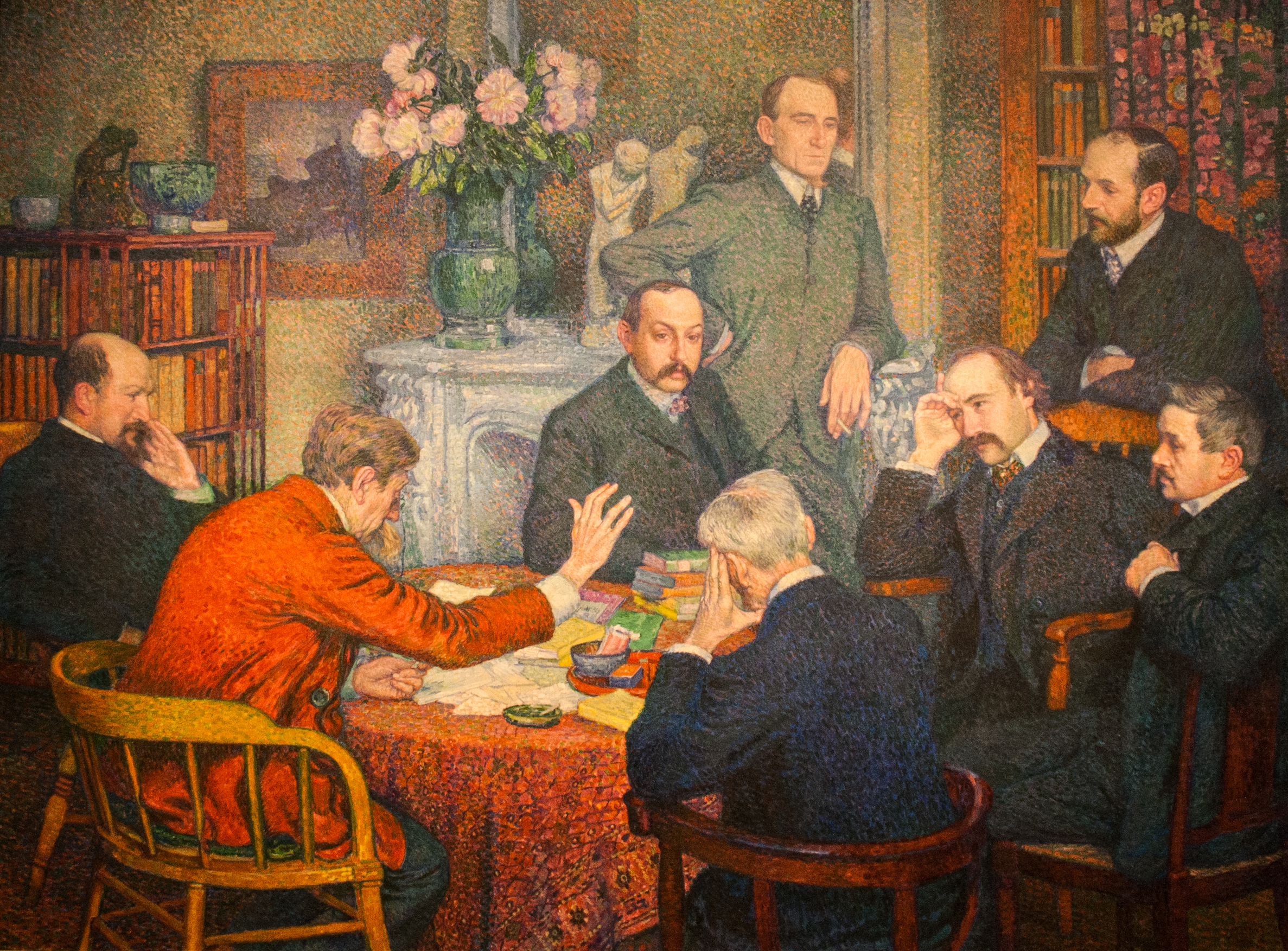
La Lettura di Verhaeren, ritratto con degli amici effettuato da Théo van Rysselberghe, Museo di belle arti, Gand

- Les ailes rouges de la guerre, 1916 (Le Rosse Ali de la guerra, traduzione ed introduzione di Gerolamo Lazzeri, Lanciano, G. Carabba Editore, 1917.)
- Les flammes hautes, 1914 (pubblicato postumo nel 1917)